# Bracon quadrimaculatus
Bracon quadrimaculatus är en stekelart som beskrevs av Telenga 1936. Bracon quadrimaculatus ingår i släktet Bracon och familjen bracksteklar. Inga underarter finns listade.